# Auribeau-sur-Siagne

Auribeau-sur-Siagne este o comună în departamentul Alpes-Maritimes din sud-estul Franței. În 1 ianuarie 2022 avea o populație de 3.346 de locuitori.